# ENSTA Bretagne
Cao đẳng Công nghệ Tiên tiến Quốc gia Pháp (ENSTA Bretagne) là một trong những grande école (cao đẳng) đào tạo kỹ sư nổi tiếng của Pháp. Trường ENSTA Bretagne là một trường công trong danh sách các Trường lớn của Pháp, nổi tiếng là trường đào tạo những Kỹ sư hàng đầu.

## Thông tin về trường ENSTA Bretagne
Tên đầy đủ của trường ENSTA Bretagne là École Nationle Supérieure de Techniques Avancées Bretagne là một trong số 210 trường đào tạo kỹ sư ở Pháp, được thành lập năm 1819. Trường chịu sự giám sát của Tổng cục vũ khí- Bộ Quốc Phòng. Trường liên kết với 3 trường khác là: École Polytechnique (Trường Bách Khoa Paris), ISAE SUPAERO (Institut Supérieur de l'Aéronautique et de l'Espace) và ENSTA ParisTech.
Số sinh viên đang theo học tại trường gần 900 sinh viên (trong đó 18% là đào tạo kỹ sư quân sự, 20% là sinh viên Quốc tế).
Khẩu hiệu của trường là "Thái tâm" (nguyên bản tiếng Pháp "Esprit Grand Large").
- Toán học ứng dụng
- Vật lý
- Robot
- Hàng không
- Tài chính định lượng
- Hệ thống hàng không
- Kiến trúc hàng hải
- Kiến trúc phương tiện giao thông
- Thủy văn- Hải dương học
- Kỹ thuật và quản lý tổ chức
- Kỹ thuật hỏa pháo
- Mô hình cơ khí
- Hệ thống phần mềm
- Năng lượng biển tái tạo

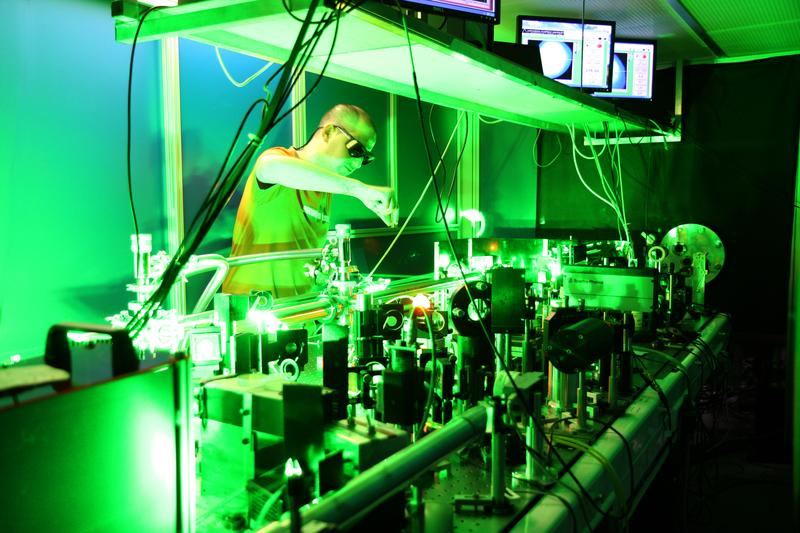
Phải, Patrick Puyhabilier, giám đốc ENSTA Bretagne và chung của quân đội Pháp (cựu sinh viên của ENSTA Bretagne 90 và Ingénieur Général de l'armement).
Bên trái, Paul Friedel, Giám đốc IMT Atlantique (Telecom Bretagne - Mines Nantes) trong việc ký kết một hợp tác giáo dục giữa hai trường.

Đào tạo kỹ sư đa ngành: Du học Pháp đại học ENSTA Bretagne học viên sẽ được đào tạo theo chương trình kỹ sư đa ngành trong các lĩnh vực như: Cơ khí, Điện, Tin học, Thủy văn, Khoa học nhân văn có thể làm việc trong các lĩnh vực hoạt động giàu tính sáng tạo nhất như: Hải quân, Ô tô, Hàng không vũ trụ, Quốc phòng, Năng lượng, Thủy văn... Kỹ sư đào tạo 3 năm, cách đăng kí nhập học: Sau khi hoàn thành xong Maths Sup / Maths Spé của cuộc thi chung Mines Télécom. Kỹ sư nghiên cứu và kỹ thuật vũ khí đào tạo 3 năm (+1 năm dự bị về Quân sự bên ngoài trường ENSTA Bretagne, đến trường Trường Bách Khoa Paris), cách thức đăng kí: Sau khi hoàn thành xong Maths Sup / Maths Spé của cuộc thi chung Mines Télécom. Khóa học ứng dụng dành cho các kỹ sư bách khoa về kỹ thuật vũ khí (hàng hải, thủy văn, hỏa pháo) đào tạo 16 tháng, cách thức đăng kí: Dành cho những sinh viên kỹ sư bách khoa về kỹ thuật vũ khí, xét hồ sơ.

Sinh viên Ký Sự - Quân Sự ENSTA Bretagne thực hiện năm đầu tiên của họ về nghiên cứu tại Bách khoa Paris lúc đầu và sau đó trong các cơ quan khác nhau của quân đội Pháp như một sĩ quan học như sinh viên của trường École Polytechnique (Trường Bách Khoa Paris). Đây là một năm chung giữa sinh viên của hai trường phái này.

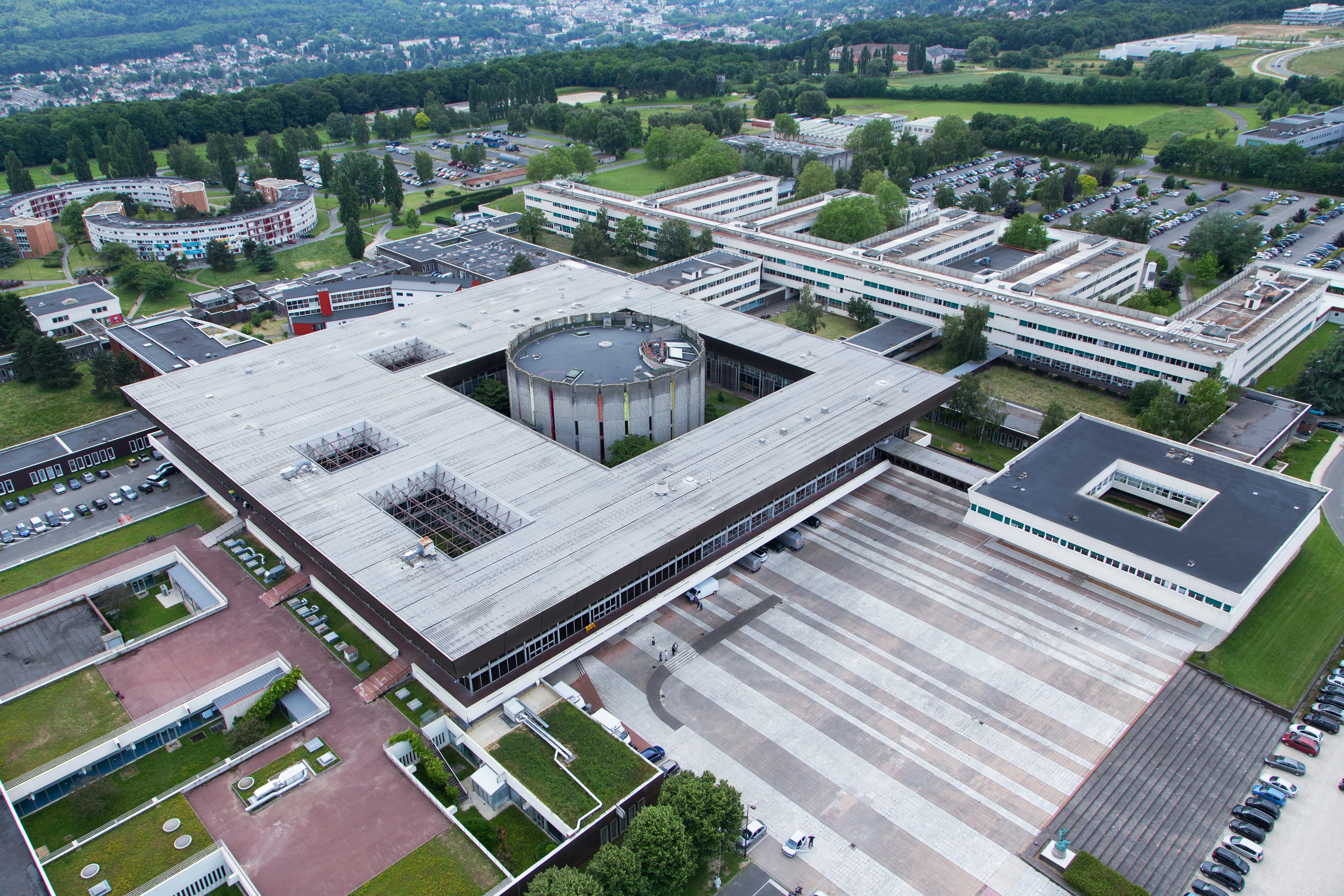
Campus Ecole Polytechnique
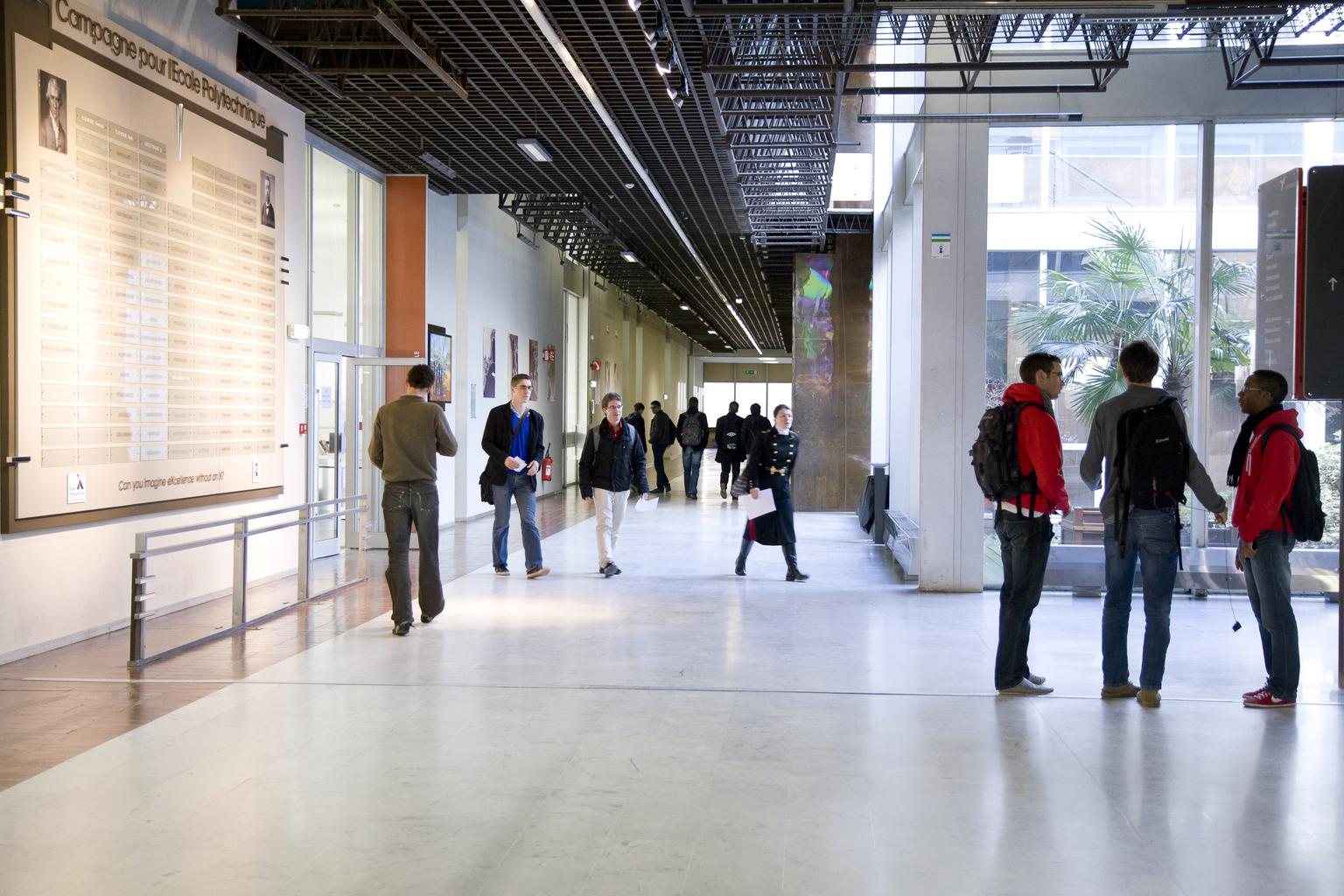
Lối vào Ecole Polytechnique

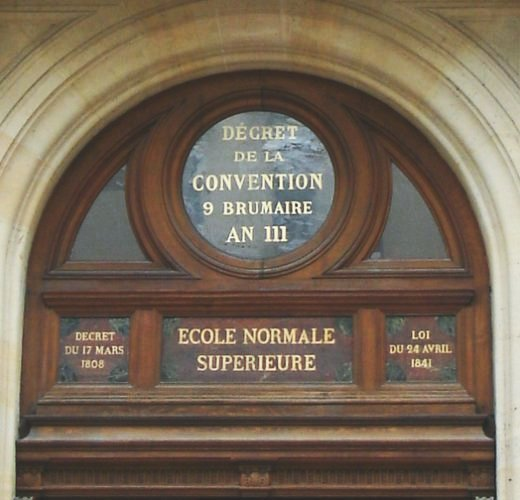
Ecole Normale Supérieure Paris Saclay (ENS) là một đối tác học tập của ENSTA Bretagne.
Sinh viên kỹ sư có thể có được một Thạc sĩ nghiên cứu ENS Paris Saclay.

Sinh viên năm cuối cùng của họ nghiên cứu kỹ thuật có thể đi đến các trường sau đây để làm theo một văn bằng kép và (Dual Degree) / hoặc thay thế trong chu trình kỹ sư: 
- Ecole Polytechnique (Trường Bách Khoa Paris)
- Ecole Normale Supérieure Paris Saclay (ENS)
- ENSTA ParisTech
- TELECOM ParisTech
- ISAE SUPAERO
- IMT Atlantique (TELECOM Bretagne - Mines Nantes)

ENSTA Bretagne là một trong số ít các trường để xem quan hệ đối tác như ở Pháp.
| Chương trình đào tạo Kỹ sư          | Thời gian đào tạo                        | Đăng ký nhập học |
| Kỹ sư                               | 3 năm                                    | Sau khi hoàn thành xong Maths spé của cuộc thi chung Mines Télécom |
| Kỹ sư nghiên cứu và kỹ thuật vũ khí | 3 năm (+ 1 năm o Trường Bách Khoa Paris) | Sau khi hoàn thành xong Maths spé của cuộc thi chung Mines Télécom Sinh viên của ENSTA Bretagne sẽ được lựa chọn trở thành Corps des Ingénieurs des études et techniques d'armement, là chương trình đào tạo nhân lực cấp cao hàng đầu của nhà nước Pháp |
| Kỹ sư vũ khí                        | 2 năm                                    | Sau khi vị trí của sinh viên Trường Bách Khoa Paris dựa trên xếp hạng Sinh viên đứng đầu của Trường Bách Khoa Paris sẽ được lựa chọn trở thành Corps des Ingénieurs de l'armement, là chương trình đào tạo nhân lực cấp cao hàng đầu của nhà nước Pháp   |

2 cuộc thi để tuyển sinh cho ENSTA Bretagne
Cuộc thi chung Mines Télécom - Một trong những cuộc thi có uy tín nhất ở PhápCuộc thi chung Mines Télécom - Một trong những cuộc thi có uy tín nhất ở Pháp
Ecole Polytechnique: Nhập học của sinh viên từ Ecole Polytechnique bằng xếp hạng và ghi chú cho ENSTA Bretagne - Corps des Ingénieurs de l'armementEcole Polytechnique: Nhập học của sinh viên từ Ecole Polytechnique bằng xếp hạng và ghi chú cho ENSTA Bretagne - Corps des Ingénieurs de l'armement

HydroContest: Các câu lạc bộ tham gia vào các thách thức quốc tế do nền tảng Hydros Hồ Geneva với mục tiêu là để thiết kế các tàu hiệu quả nhất tổ chức. ENSTA Anh tham gia mỗi năm và đã giành được nhiều giải thưởng!
Spacieta: Xây dựng một tên lửa từ A đến Z: đây là một thách thức mà bắt đầu mỗi năm sinh viên của câu lạc bộ. Sau đó nó được thử nghiệm trong chuyến bay tại C-SPACE
ENSTAero: Được tạo bởi những người đam mê hàng không, câu lạc bộ cung cấp đi chơi (bảo tàng, sân bay...) để đáp ứng niềm đam mê của mình cho bay. Bằng sáng chế chỉ đạo cũng nằm trong chương trình như NAB Challenge.
ENSTA Bretagne Sailing Team: Fan Sailing tụ tập tại câu lạc bộ mà tham gia vào nhiều regattas mỗi năm và kết quả là cho đến nay!
Robotics: Các câu lạc bộ robot họ có đam mê mà thử nghiệm và không ngừng nâng cao nhiều robot của họ: tàu ngầm, không khí, đất... Được trang bị với các vật liệu và thiết bị đấm, họ tham gia vào các cuộc thi quốc gia và quốc tế và thu được nhiều giải thưởng.
Cheerleaders: Đội cheerleaders ENSTA Bretagne luôn luôn hiện diện để làm sinh động sự kiện này. Nhóm nghiên cứu của sinh viên và học sinh sẽ cho bạn thấy những gì cô ấy có khả năng: không có những màn nhào lộn dừng lại chúng. Họ / Họ cung cấp cho họ tất cả đến thời điểm chương trình!

| Năm tốt nghiệp ENSTA Bretagne | Tên xúc tiến học      |
| ----------------------------- | --------------------- |
| 2018                          | Claudie Haigneré      |
| 2017                          | Marie-Louise Paris    |
| 2016                          | Georges-Marie Haardt  |
| 2015                          | James Bichens Francis |
| 2014                          | Jules Verne           |
| 2013                          | La Pérouse            |
| 2012                          | Louis Blériot         |
| 2011                          | Galilée               |
| 2010                          | Léonard de Vinci      |
| 2009                          | Ariane                |
| 2008                          | John Scott Russell    |
| 2007                          | Alfred Nobel          |
| 2006                          | Beau de Rochas        |
| 2005                          | Éole                  |
| 2004                          | Jacques-Noël Sané     |
| 2003                          | Léon Foucault         |
| 2002                          | Guglielmo Marconi     |
| 2001                          | Thomas Edison         |

Bài phát biểu của Yann Vincent, Giám đốc điều hành của Peugeot PSA, một công ty lớn xe Pháp, cho xúc tiến ENSTA 16 Georges-Marie Haardt

Bài phát biểu của Alain Charmeau, Giám đốc điều hành của Airbus Safran Launcher, một công ty sản xuất máy bay lớn Pháp, cho xúc tiến ENSTA 18 Claudie Haigneré

- HydroContest: Các câu lạc bộ tham gia vào các thách thức quốc tế do nền tảng Hydros Hồ Geneva với mục tiêu là để thiết kế các tàu hiệu quả nhất tổ chức. ENSTA Anh tham gia mỗi năm và đã giành được nhiều giải thưởng!HydroContest: Các câu lạc bộ tham gia vào các thách thức quốc tế do nền tảng Hydros Hồ Geneva với mục tiêu là để thiết kế các tàu hiệu quả nhất tổ chức. ENSTA Anh tham gia mỗi năm và đã giành được nhiều giải thưởng!
- Spacieta: Xây dựng một tên lửa từ A đến Z: đây là một thách thức mà bắt đầu mỗi năm sinh viên của câu lạc bộ. Sau đó nó được thử nghiệm trong chuyến bay tại C-SPACESpacieta: Xây dựng một tên lửa từ A đến Z: đây là một thách thức mà bắt đầu mỗi năm sinh viên của câu lạc bộ. Sau đó nó được thử nghiệm trong chuyến bay tại C-SPACE
- ENSTAero: Được tạo bởi những người đam mê hàng không, câu lạc bộ cung cấp đi chơi (bảo tàng, sân bay...) để đáp ứng niềm đam mê của mình cho bay. Bằng sáng chế chỉ đạo cũng nằm trong chương trình như NAB Challenge.ENSTAero: Được tạo bởi những người đam mê hàng không, câu lạc bộ cung cấp đi chơi (bảo tàng, sân bay...) để đáp ứng niềm đam mê của mình cho bay. Bằng sáng chế chỉ đạo cũng nằm trong chương trình như NAB Challenge.
- ENSTA Bretagne Sailing Team: Fan Sailing tụ tập tại câu lạc bộ mà tham gia vào nhiều regattas mỗi năm và kết quả là cho đến nay!ENSTA Bretagne Sailing Team: Fan Sailing tụ tập tại câu lạc bộ mà tham gia vào nhiều regattas mỗi năm và kết quả là cho đến nay!
- Robotics: Các câu lạc bộ robot họ có đam mê mà thử nghiệm và không ngừng nâng cao nhiều robot của họ: tàu ngầm, không khí, đất... Được trang bị với các vật liệu và thiết bị đấm, họ tham gia vào các cuộc thi quốc gia và quốc tế và thu được nhiều giải thưởng.Robotics: Các câu lạc bộ robot họ có đam mê mà thử nghiệm và không ngừng nâng cao nhiều robot của họ: tàu ngầm, không khí, đất... Được trang bị với các vật liệu và thiết bị đấm, họ tham gia vào các cuộc thi quốc gia và quốc tế và thu được nhiều giải thưởng.
- Cheerleaders: Đội cheerleaders ENSTA Bretagne luôn luôn hiện diện để làm sinh động sự kiện này. Nhóm nghiên cứu của sinh viên và học sinh sẽ cho bạn thấy những gì cô ấy có khả năng: không có những màn nhào lộn dừng lại chúng. Họ / Họ cung cấp cho họ tất cả đến thời điểm chương trình!Cheerleaders: Đội cheerleaders ENSTA Bretagne luôn luôn hiện diện để làm sinh động sự kiện này. Nhóm nghiên cứu của sinh viên và học sinh sẽ cho bạn thấy những gì cô ấy có khả năng: không có những màn nhào lộn dừng lại chúng. Họ / Họ cung cấp cho họ tất cả đến thời điểm chương trình!

- École Normale Supérieure
- École Polytechnique
- Mines ParisTech
- Ponts ParisTech
- CentraleSupélec
- Centrale Lyon
- Telecom ParisTech